# Toni Weisskopf

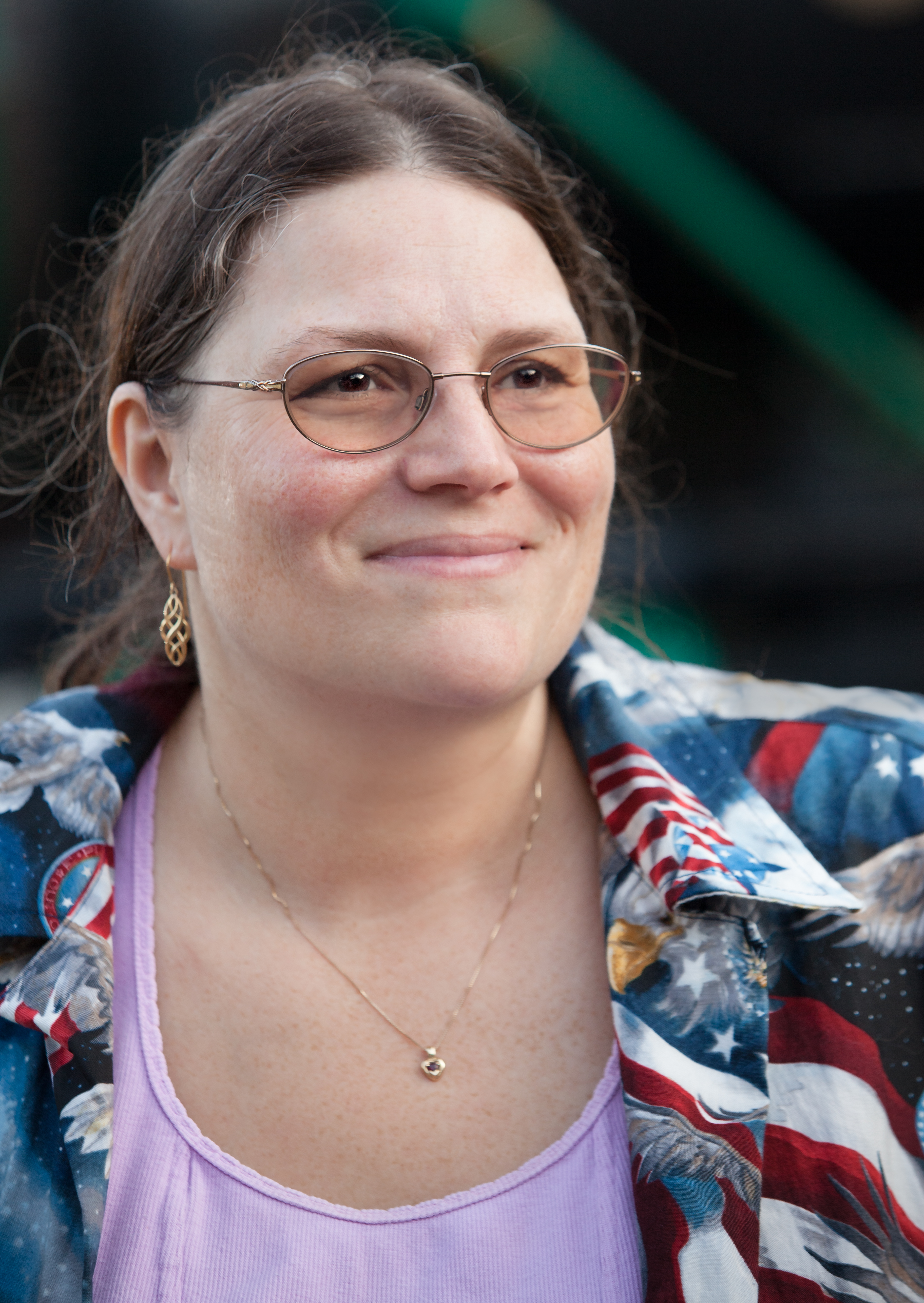
Toni Weisskopf

Toni Weisskopf (* 12. Dezember 1965 in Waltham, Massachusetts) ist eine US-amerikanische Science-Fiction-Schriftstellerin und -Herausgeberin.
Weisskopf ist Absolventin des Oberlin College, das sie 1987 abschloss. Sie wurde umgehend von Baen Books als leitende Lektorin angestellt und blieb in dieser Position bis zum Tod des Gründers Jim Baen im Jahr 2006. Ab diesem Zeitpunkt war sie Mitherausgeberin.
Einige ihrer Anthologien gab sie unter dem Namen T.K.F. Weisskopf heraus. 1994 erhielt sie den Phoenix Award und den Rubble Award. Der Rebel Award folgte 2000 als Anerkennung für ihr lebenslanges Engagement für Science Fiction Fandom. 2017 gewann sie im Rahmen der SFWA Awards den Kate Wilhelm Solstice Award.
2010 war Weisskopf Ehrengast der North American Science Fiction Convention.
Gemeinsam mit Jim Baen hat sie eine Tochter, Katherine. Später war sie bis zu seinem Tod am 30. Oktober 2007 mit Hank Reinhardt verheiratet.